# Kirkuk
Kirkuk (kurd nyelven: Kerkûk / کهرکووک, szíriai nyelven: ܐ ܪ ܦ ܗ ܐ, arabul: كركوك, török nyelven: Kerkük) város Irakban, Kirkuk kormányzóságban.

## Fekvése
Bagdadtól 250 km-re északra, a Kaza Cse folyócska partján fekvő település.

## Története
A település létezett már az ókorban is Arrapkha néven. Az i. e. 2. évezred kezdetén babilóni fennhatóság alatt állt. Nevét Hammurapi idején említették először.
I. Tukulti-ninurta asszír király az i. e. XIII. században elfoglalta, Asszíriához azonban csak a IX. századtól tartozott, mint tartományi főváros.
A médek i. e. 615-ben elpusztították, azonban hamarosan újjáépült, és jelentős város volt az újbabiloni korszakban is.
A hellenizmus korában a neve Karka volt.
Lakói a korai középkorban keresztények voltak.
A középkori település a folyó bal partján levő kör alakú dombon, a Mar Daniel-templom körül jött létre.
A mai város főleg a jobb oldalon, az olajmezők irányába terjeszkedik.
Kirkuk városa ma Észak-Irak olajbányászati központja.
Az itteni olajmezők nagyrészt a várostól nyugatra fekszenek. Az olajkitermelést 1925-ben kezdték. Az első kút mára már műemlék. A belőle szivárgó gázok hatalmas fáklyaként égnek állandóan. "Baba Gurgur" (örök tűz) néven említik a helyiek.
Az innen kiinduló vezetékek többek között Moszulba és Bagdadba,  Szíriába és Libanonba is szállítják a nyersolajat.

## Nevezetességek
- Nebi Dániel-dzsámi - a régi városban, a dombtetőhöz közel áll. A kupolával fedett imaház keresztény templom volt egészen a XVII. század elejéig.

Dániel próféta sírját tisztelik itt mohamedánok, keresztények, zsidók.

## Híres emberek
- Itt született 1975-ben Selim Bayraktar török sorozatszínész, a Szulejmán című sorozat Sümbül agája.